# 藤山治一
藤山 治一（ふじやま はるかず、文久元年3月2日（1861年4月11日） - 1917年5月13日）は、肥前国 佐嘉郡（現在の佐賀県 佐賀市）出身の佐賀藩士。近代日本のドイツ語学者。

## 生涯
佐賀藩士族、藤山家に生まれる。父は藤山治明、母は絹で、絹は後に鍋島朗子の乳母を務めた。1873年に旧佐賀藩が費用を負担して国内留学生を50名送り出す事になり、これに選ばれて治明とともに東京に移る。有馬学校で英語を学んだ後、1878年2月に駒場農学校の獣医科に入って首席となっている。東京での生活費は絹が負担しており、官費生となるために農学校にすすんだという。在学中は毎週日曜に鍋島邸に通い、鍋島直映の相手を務めた。
1880年2月に農学校を卒業し、同年4月から鍋島家の給費生として佐野常実（佐野常民の息子）、牧亮四郎とともにドイツに留学した。ベルリン大学への入学までドイツ語を学んでいたが、イェーナ大学への入学後に佐野が病を得たため見舞いに行き、そのまま亡くなったため葬儀を手配している。同年11月17日にベルリン大学に入り農業経済学を学んだが、動植物学に興味がわき1881年12月22日に退学してボン大学に移った。この事を知ったドイツ駐在公使の青木周蔵に帰国を命じられたが、旅費600円を受け取ってそのままボン大学に通い続け、それが知られて鍋島家からの学費支給が止められている。留学生から借金を重ねて自殺を考えるほど困窮し、見かねた書記官の丹羽龍之助が日本に連絡して絹ら旅費が送られ、1883年10月にドイツを発って帰国することができた。
1884年3月に東京外国語学校の御用係となり、同年12月には農商務省と東京山林学校の御用係になっている。同じ頃に獨逸学協会学校の動植物学教員を委嘱され、さらに1885年には東京大学予備門の教師に就いた。1887年に陸軍教授として陸軍大学校に赴任すると、メッケル達ドイツ人教官の通訳を遠藤慎司らとともに務めている。1889年には日本人による初めての本格的な シーボルト論となる論文を『Von West Nach Ost』に発表した。参謀旅行に14回以上参加した他、1894年には日清戦争に従軍するなど通訳としても精力的に活動した。
1895年に東京専門学校のドイツ語教授となり、1896年から1897年にかけて2回目のドイツ留学をした。1899年には同僚の高田善次郎とともに『独和兵語辞書』を編纂した。1902年に早稲田大学に改称されると、その初代ドイツ語教授となっている。また、翻訳を担当したコルマール・フォン・デア・ゴルツの『戦争及統帥』が1906年に出版された。
1917年5月13日に急性腹膜炎のため逝去し、青山霊園に埋葬された。